# يوهان غارسيا
يوهان غارسيا هو سباح كوبي، ولد في 1982.

## وصلات خارجية
- يوهان غارسيا على موقع أوليمبيديا (الإنجليزية)